# Fleur de pierre
Fleur de pierre (en croate : Kameni cvijet) est une œuvre du sculpteur serbe Bogdan Bogdanović. Sculpture monumentale en béton créée en 1966, il s'agit d'un monument à la mémoire des victimes du camp d'extermination de Jasenovac, en Croatie.

## Description
L'œuvre est une sculpture monumentale en béton.

## Localisation
La sculpture est installée au mémorial du camp d'extermination de Jasenovac, en Croatie.

## Artiste
Bogdan Bogdanović (1922-2010) est un architecte, homme politique et écrivain serbe.